# Evergrande
Az Evergrande (Evergrande Csoport, Evergrande Ingatlancsoport, régebben Hengda Csoport) forgalma alapján Kína második legnagyobb ingatlanfejlesztő vállalata, a világ 122. legnagyobb vállalata (a Fortune Global 500 2021-es adatai szerint). Székhelye Sencsenben, a déli Kuangtung tartományban van. Főképp felső- és középosztálybeli vásárlóknak ad el lakásokat. 2018-ban a világ legértékesebb ingatlanvállalatává vált, 2021 nyarára azonban bajba került.
2021 augusztusában vált nyilvánossá, hogy nagy értékben folytatnak ellene pereket szerződött partnerei. 300 milliárd dollárra dagadtak a cég kötelezettségei, beleértve 100 milliárd dollár körüli adósságot, és a csoport a csőd szélére került. Mintegy másfélmillió ügyfél veszítheti el az Evergrande lakásépítéseire befizetett pénzét, ha a cég tényleg csődbe kerül.